# Foxhall (Suffolk)
Foxhall est une paroisse civile du Suffolk, en Angleterre.